# 三峰口駅
三峰口駅（みつみねぐちえき）は、埼玉県秩父市荒川白久にある、秩父鉄道秩父本線の駅。同線の終点である。駅番号はCR37。
埼玉県の鉄道駅では最西端に位置する。

## 概要
秩父鉄道の終着駅であり、その名の通り三峯神社の玄関口である。秩父湖、中津峡などにも近い。また、秩父多摩甲斐国立公園の表玄関で開業当時の面影を残す素朴な駅として、関東の駅百選の第3回選定駅になっている。

## 歴史
「三峰」は旧大滝村の地名であるが、当駅は旧荒川村に位置する。旧大滝村への延長を目指して、1927年（昭和2年）に免許を取得したが、着手に至らず、1936年（昭和11年）に免許失効となった。
- 1930年（昭和5年）3月15日：開業。
- 2022年（令和4年）3月12日：ICカード「PASMO」の利用が可能となる[4]。

## 駅構造
単式ホーム・島式ホーム各1面の2面3線を有する地上駅。木造駅舎を有する。
直営駅であり、2022年3月11日までは管理駅として白久駅を管理していた。改札口には簡易PASMO改札機を設置している。なお有人駅であるが、当駅窓口ではPASMOの発売・再発行・払い戻しを取り扱っていない。
駅舎は単式ホームのある南側に置かれている。
北側には多数の留置線と、蒸気機関車運転のための転車台がある。
| 番線  | 路線    | 行先                                     |
| ----- | ------- | ---------------------------------------- |
| 1 - 3 | ■秩父線 | 秩父・長瀞・寄居・熊谷・行田市・羽生方面 |

駅北側に「SL転車台公園」（旧秩父鉄道車両公園）が併設されており、「SLパレオエクスプレス」の運転日は間近で転車台を使った機回しを見ることができる。旧公園時代には秩父鉄道で使用された多数の実物車両が展示されていたが、老朽化と施設のリニューアルのため、2019年5月から7月にかけ、すべて解体撤去された。
かつては、駅西側の奥に日窒鉱業のホッパー設備があった。16 km先の秩父鉱山より索道を使い鉄鉱石や硫化鉱を運び、おもに浜川崎駅まで発送していた。現在も一部を引き上げ線として使用している。

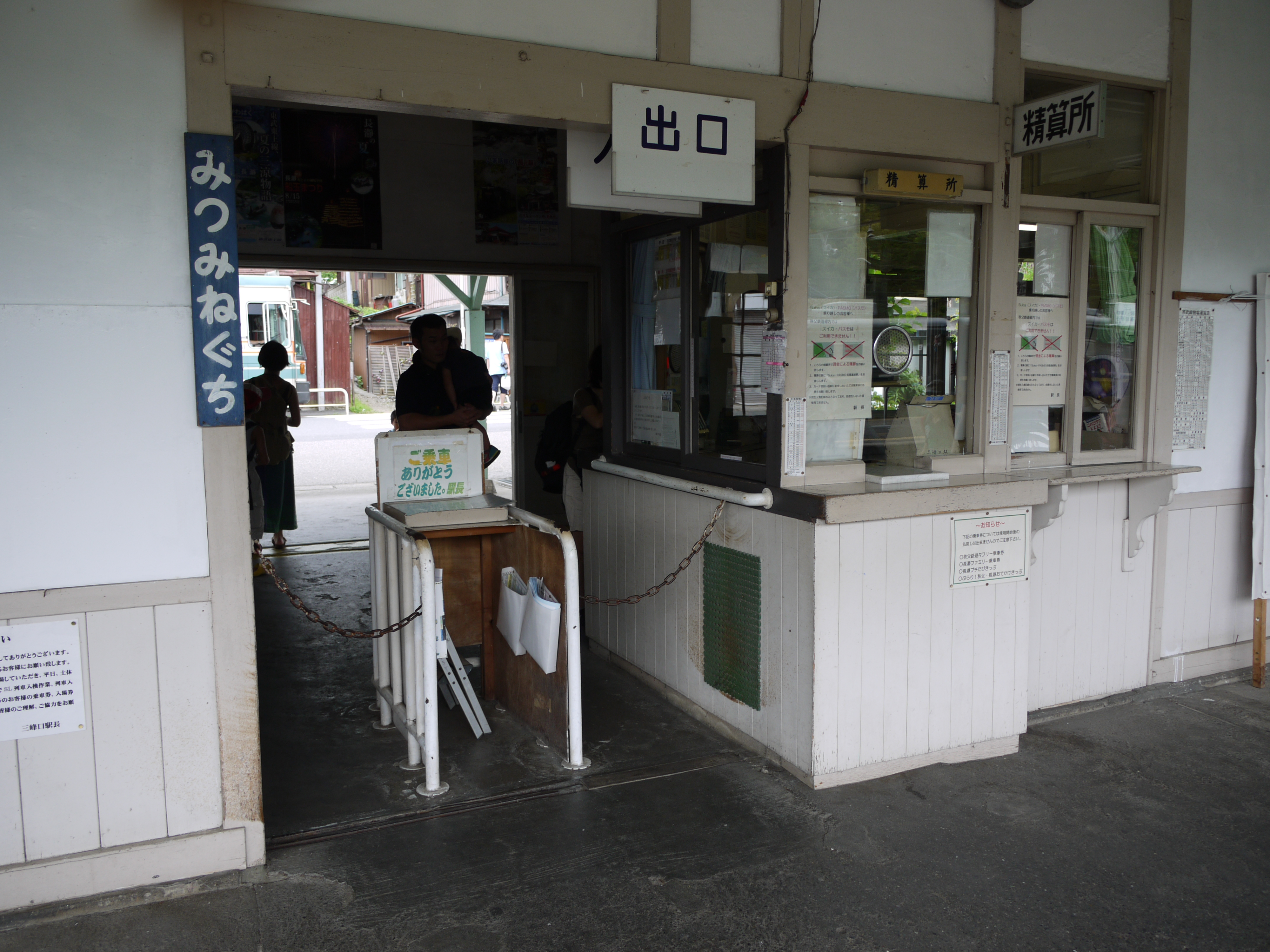
改札の様子（2011年7月）
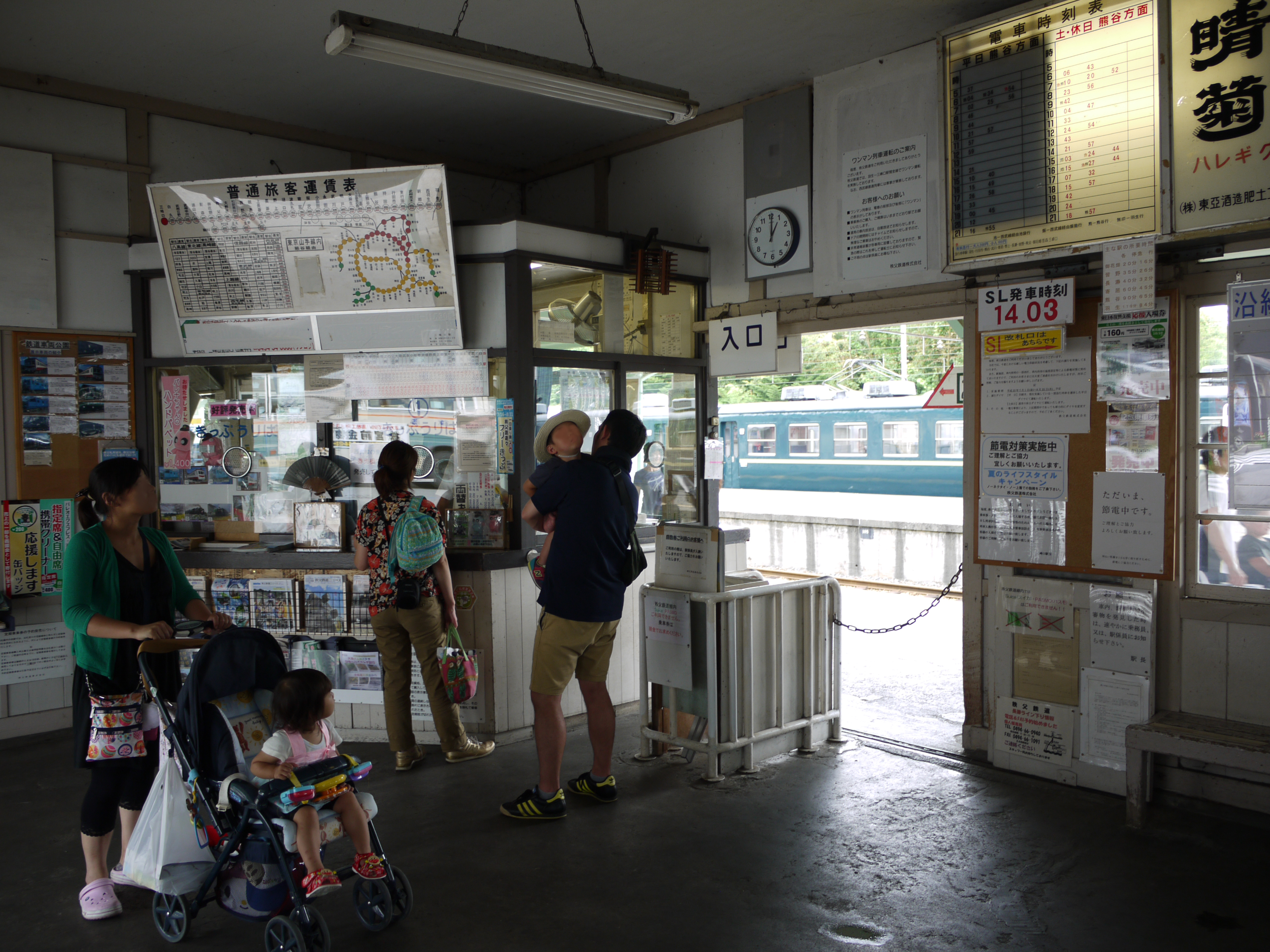
出札窓口の様子（2011年7月）
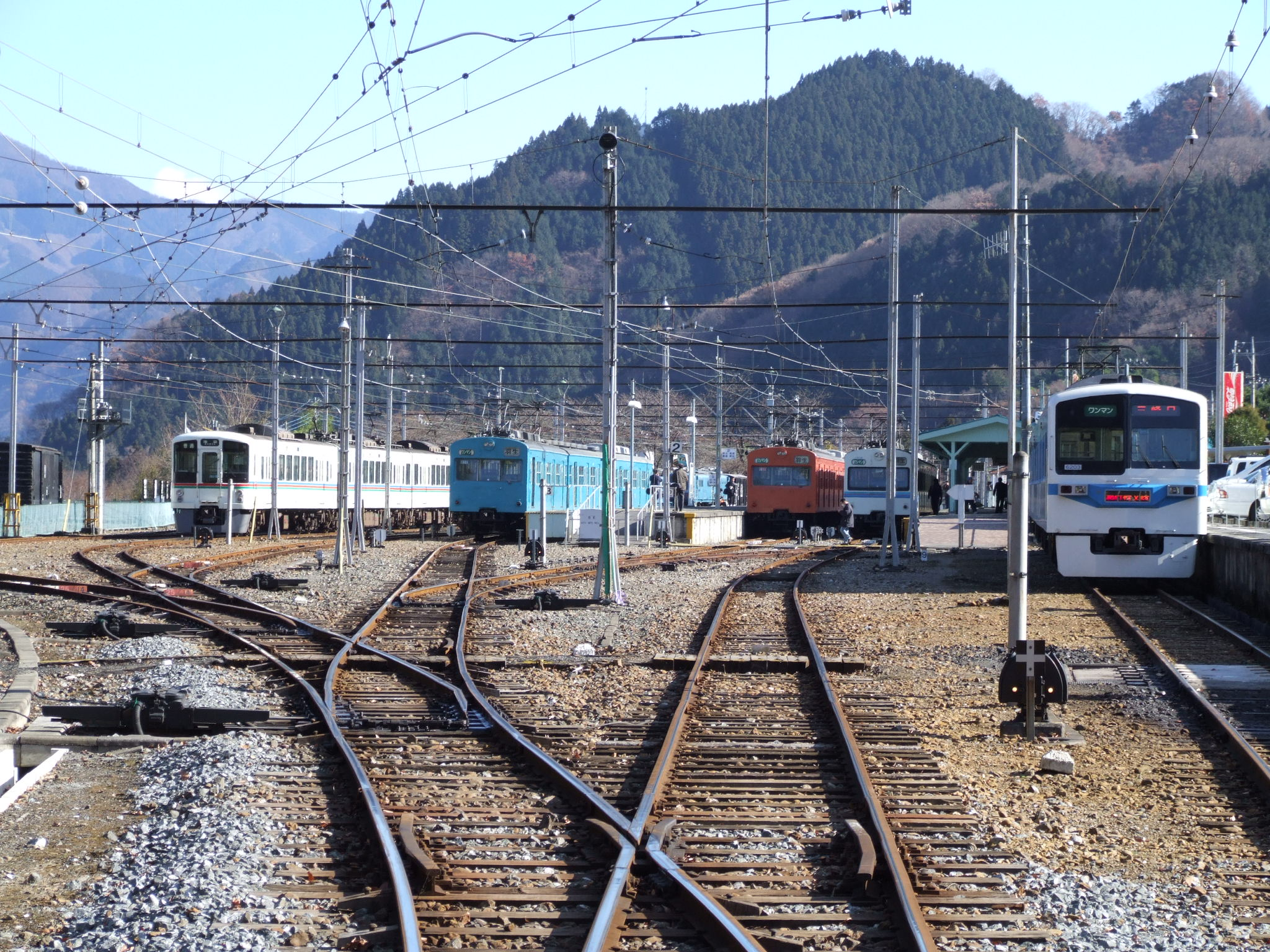
駅構内
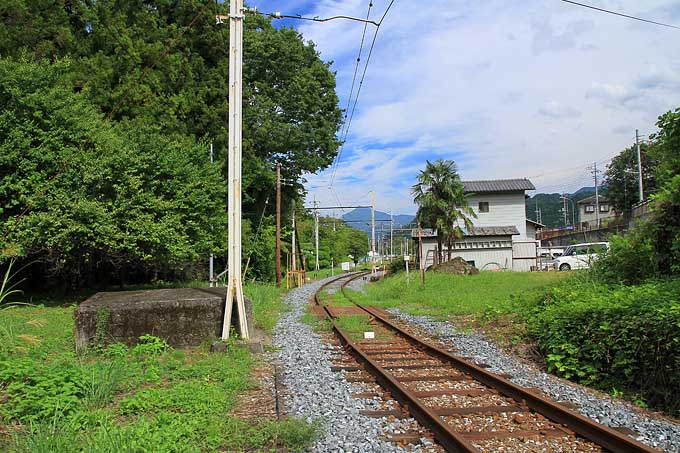
引き上げ線

## 利用状況
- 2019年度の1日平均乗車人員は186人である。
- かつては日窒鉱業の貨物があった。

| 年度 | 乗車人員（人） | 降車人員（人） | 発送貨物（トン） | 到着貨物（トン） |
| ---- | -------------- | -------------- | ---------------- | ---------------- |
| 1956 | 323,256        | 329,573        | 49,595           | 2,338            |
| 1957 | 339,456        | 347,736        | 58,780           | 3,949            |
| 1958 | 358,523        | 324,679        | 65,132           | 4,870            |
| 1959 | 372,255        | 337,373        | 88,873           | 2,369            |
| 1960 | 375,296        | 382,166        | 93,382           | 2,343            |
| 1961 | 339,181        | 345,919        | 61,972           | 2,005            |
| 1962 | 334,510        | 371,373        | 75,587           | 2,216            |
| 1963 | 387,859        | 403,545        | 144,395          | 2,964            |
| 1966 | 425,792        | 409,397        | 296,993          | 3,391            |
| 1973 | 432,406        | 405,466        | 87,600           | 1,056            |
| 1979 | 227,339        | 262,673        | 2,155            | 1,870            |
| 1983 | 238,502        | 235,513        | 105              | 96               |
| 1989 | 228,774        | 221,943        |                  |                  |
| 1994 | 201,850        | 186,665        |                  |                  |
| 1999 | 150,605        | 148,666        |                  |                  |
| 2009 | 95,953         | 100,250        |                  |                  |
| 2010 | 94,792         | 97,213         |                  |                  |
| 2011 | 83,663         | 85,111         |                  |                  |
| 2012 | 80,811         | 81,168         |                  |                  |
| 2013 | 88,545         | 88,543         |                  |                  |
| 2014 | 86,131         | 85,029         |                  |                  |
| 2015 | 81,791         | 81,026         |                  |                  |
| 2016 | 86,313         | 85,903         |                  |                  |
| 2017 | 78,290         | 77,700         |                  |                  |
| 2018 | 72,452         | 67,619         |                  |                  |
| 2019 | 67,933         | 64,375         |                  |                  |

- 埼玉県統計年鑑各年度版

## 駅周辺

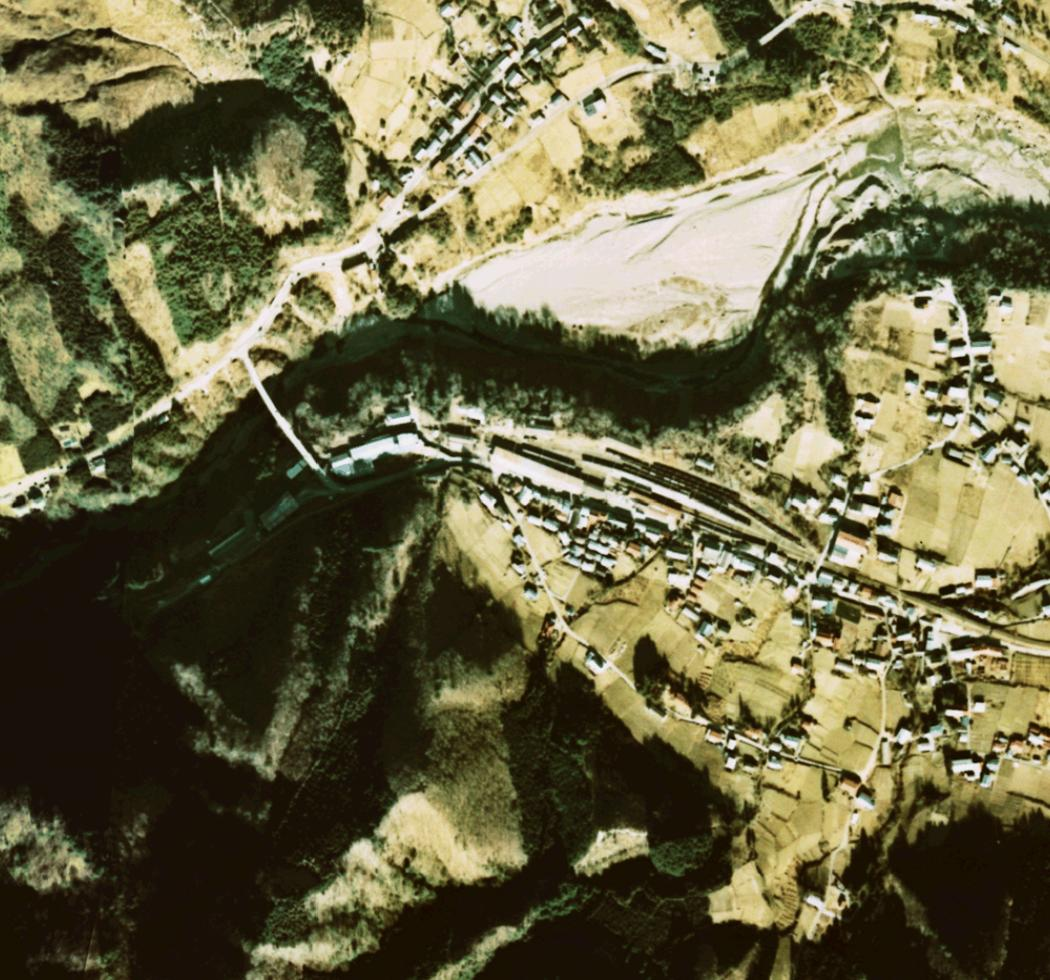
駅付近の空中写真(1974年撮影 国土画像情報オルソ化空中写真(国土交通省)より)

- 荒川
  - 白川橋
- 埼玉県道210号中津川三峰口停車場線
- 国道140号
- SL転車台公園（旧秩父鉄道車両公園）
- 秩父ジオグラビティパーク
- 荒川郵便局
- 秩父市立荒川西小学校
- タイセー秩父工場
- 円通寺のシダレザクラ
- 贄川宿
- 神庭洞窟

## 路線バス
西武観光バスによる三峯神社（急行バス）、秩父湖、中津峡など旧大滝村方面へのバスが発着する。途中の「大滝温泉遊湯館」で、秩父市営バスの川又行と接続する。駅舎とは道路を挟んだ反対側に、待ち合い室付きの乗り場がある。駅前は通常の路線バス車両が転回できる空間が無いため、到着したバスは駅舎の前で客を降ろした後、白久寄りの転回場で向きを変えてから乗り場に入る。
小鹿野町営バス（旧両神村営バス）は小鹿野町役場両神支所（旧両神村役場）など旧両神村方面行きのバス（小型車両）を運行している。駅舎の西側に乗り場がある。
| 乗り場   | 乗り場   | 系統                                                     | 主要経由地             | 行先         | 運行会社       | 備考                 |
| -------- | -------- | -------------------------------------------------------- | ---------------------- | ------------ | -------------- | -------------------- |
| 三峰口駅 |          | 急行（三峯神社線）                                       | 大滝温泉遊湯館・秩父湖 | 三峯神社     | 西武観光バス   |                      |
| 三峰口駅 | 三峰口線 | 大滝温泉遊湯館・宮平                                     | 秩父湖                 |              | 西武観光バス   |                      |
| 三峰口駅 | 三峰口線 | 大滝温泉遊湯館・宮平                                     | 大滝老人福祉センター   |              | 西武観光バス   |                      |
| 三峰口駅 | 中津川線 | 大滝温泉遊湯館・宮平・大滝老人福祉センター・中双里       | 中津川                 |              | 西武観光バス   |                      |
| 三峰口駅 | 中津川線 | 大滝温泉遊湯館・宮平・大滝老人福祉センター・川又・中双里 | 中津川                 |              | 西武観光バス   |                      |
| 三峰口駅 |          | 急行（三峯神社線）                                       |                        | 西武秩父駅   | 西武観光バス   | 西武秩父駅まで無停車 |
| 三峰口駅 |          | 三峰口線                                                 | 上野沢・両神庁舎前     | 小鹿野町役場 | 小鹿野町営バス |                      |

## 隣の駅
秩父鉄道
■秩父本線
□SLパレオエクスプレス
御花畑駅 (CR31) - 三峰口駅 (CR37)
■急行「秩父路」（土休日のみ運転）
影森駅 (CR32) - 三峰口駅 (CR37)
□各駅停車
白久駅 (CR36) - 三峰口駅 (CR37)